# Dariusz Dziekanowski
Dariusz Paweł Dziekanowski (ur. 30 września 1962 w Warszawie) – polski piłkarz, trener, działacz piłkarski i samorządowiec, w latach 2012–2024 przewodniczący Klubu Wybitnego Reprezentanta.

## Życiorys

### Kariera piłkarska
Jako piłkarz najczęściej występował na pozycji napastnika, ewentualnie grał jako pomocnik. Karierę piłkarską rozpoczął jako zawodnik Polonii Warszawa, w której grał w latach 1973–1979. W pierwszej lidze zadebiutował w Gwardii Warszawa, w barwach której występował w latach 1979–1983. Uchodził za jednego z najbardziej utalentowanych młodych piłkarzy początku lat 80., w 1983 trafił do Widzewa Łódź za wysoką wówczas kwotę 21 milionów złotych. W barwach łódzkiej drużyny zdobył Puchar Polski w 1985. W tym samym roku powrócił do Warszawy, przechodząc do Legii Warszawa. Z klubem tym zdobył Puchar Polski w 1989 oraz wywalczył wicemistrzostwo Polski w 1986. W 1988 z 20 bramkami wywalczył tytuł króla strzelców ligi. W 1989 przeniósł się do szkockiego zespołu Celtic F.C., gdzie rozegrał 48 ligowych spotkań i strzelił 10 goli. W 1992 przeniósł się do angielskiej drużyny Bristol City, w której występował do 1993.
W rundzie jesiennej sezonu 1993/1994 rozegrał 6 meczów w barwach Legii Warszawa, ostatecznie opuścił warszawski zespół. Dzięki tym kilku występom znalazł się jednakże na liście zawodników, którzy zdobyli w tym sezonie mistrzostwo Polski. W 1994 był zawodnikiem niemieckiej drużyny Alemannia Aachen, a w latach 1994–1995 1. FC Köln. Wiosną 1996 powrócił do Polonii Warszawa, z którą wywalczył awans do pierwszej ligi. W barwach tego klubu rozegrał jeszcze kilka meczów w rundzie jesiennej sezonu 1996/1997, po czym zakończył karierę piłkarską.
W reprezentacji Polski w latach 1981–1990 rozegrał 63 mecze i strzelił 20 goli. W 1986 brał udział w mistrzostwach świata w Meksyku. Największe sukcesy reprezentacyjne odnosił jako junior: w latach 1980–1981 dwukrotnie zdobywał tytuł wicemistrza Europy do lat 18.
Po zakończeniu kariery piłkarskiej zajął się działalnością komentatorską w telewizji i prasie sportowej. Od 2002 pracował w Polskim Związku Piłki Nożnej jako selekcjoner reprezentacji juniorów, a od lipca 2006 do sierpnia 2008 był asystentem Leo Beenhakkera w reprezentacji Polski, która wystąpiła na mistrzostwach Europy w 2008. Następnie powrócił do aktywnej działalności komentatorskiej, współpracując ze stacją Polsat Sport. W 2013 został również stałym felietonistą „Przeglądu Sportowego”, a także został delegatem UEFA.

### Działalność publiczna
Objął funkcję prezesa zarządu Polskiego Stowarzyszenia Byłych Piłkarzy. W 2012 został przewodniczącym Klubu Wybitnego Reprezentanta, zastępując na tym stanowisku Władysława Żmudę. Stanowisko to zajmował do 2024.
Zaangażował się w działania prowadzone przez Stowarzyszenie „Nigdy Więcej” i sieć Futbol Przeciwko Rasizmowi w Europie (FARE) mające na celu eliminację rasizmu ze stadionów, brał udział przy organizacji mistrzostw Polski oraz mistrzostw świata dzieci z domów dziecka w piłce nożnej, objął patronat nad Akademią Piłkarską Oleśnica.
Zagrał epizodyczną rolę filmową, występując jako Dykta w filmie Piłkarski poker w reżyserii Janusza Zaorskiego (1988).
W wyborach samorządowych w 2014 z listy Platformy Obywatelskiej uzyskał mandat radnego sejmiku mazowieckiego V kadencji. W wyborach parlamentarnych w 2015 bez powodzenia ubiegał się o mandat poselski z ramienia tej samej partii (jako jej członek) w okręgu podwarszawskim. W wyborach samorządowych w 2018 uzyskał mandat radnego m.st. Warszawy z listy Koalicji Obywatelskiej, zdobywając 6034 głosy w okręgu nr 2 (Praga-Południe i Rembertów). W wyborach parlamentarnych w 2023 bez powodzenia startował do Sejmu z ramienia Koalicji Obywatelskiej w okręgu warszawskim.

## Reprezentacyjna
| Reprezentacja | Rok     | Mecze | Bramki |
| ------------- | ------- | ----- | ------ |
| Polska        |         |       |        |
| 1981          | 1       | 1     |        |
| 1982          | 3       | 1     |        |
| 1983          | 4       | 1     |        |
| 1984          | 9       | 6     |        |
| 1985          | 13      | 3     |        |
| 1986          | 10      | 2     |        |
| 1987          | 6       | 1     |        |
| 1988          | 3       | 2     |        |
| 1989          | 7       | 1     |        |
| 1990          | 7       | 2     |        |
| Ogólnie       | Ogólnie | 63    | 20     |

## Sukcesy

### Drużynowo
Widzew Łódź
- Puchar Polski: 1984/1985

Legia Warszawa
- Mistrzostwo Polski: 1993/1994
- Puchar Polski: 1988/1989, 1993/1994

Polonia Warszawa
- Mistrzostwo II ligi: 1995/1996

Reprezentacja Polski
- Wicemistrzostwo Europy U-18: 1980, 1981
- 1/8 finału mistrzostw świata 1986

### Indywidualnie
- Piłkarz Roku „Piłki Nożnej”: 1985
- Król strzelców polskiej ekstraklasy: 1987/1988
- Złote Buty: 1988